# Liste der Ramsar-Gebiete in Malta
Die Ramsar-Gebiete Maltas umfassen insgesamt zwei Feuchtgebiete mit einer Gesamtfläche von 117 ha, die unter der Ramsar-Konvention registriert sind (Stand April 2022). Das nach dem Ort des Vertragsschlusses, der iranischen Stadt Ramsar benannte Abkommen ist eines der ältesten internationalen Vertragswerke zum Umweltschutz. In Malta trat die Ramsar-Konvention am  30. Januar 1989 in Kraft.
Zu den Ramsar-Gebieten Maltas zählen Feuchtgebiete eines ehemaligen Salzsees, der zur Salzgewinnung genutzt wurde, und ein von Menschen künstlich angelegtes naturnahes Areal, in dem Marschland, Flüsse, Bäche, Brackwasserseen, Grundwassersysteme, Küstenlinien und Lagunen vorhanden sind.
Im Folgenden sind alle Ramsar-Gebiete Maltas nach Ausweisungsdatum geordnet aufgelistet.
| Nr. | Name des Gebiets | Bild | Ramsar-Gebietsnr. | Ausweisungs- datum | Fläche (ha) | Höhe (m) | Management- plan | Region            | Lage                     |
| --- | ---------------- | ---- | ----------------- | ------------------ | ----------- | -------- | ---------------- | ----------------- | ------------------------ |
| 1   | Ghadira          |      | 410               | 30. Sep. 1988      | 112         | 0–1      | Ja               | Malta Majjistral  | 35,96984° N, 14,34722° O |
| 2   | Is-Simar         |      | 789               | 29. Jan. 1996      | 5           | 0–1      | Ja               | San Pawl il-Baħar | 35,94565° N, 14,38278° O |